# Francisco Beltrán de Castro
Francisco Beltrán de Castro (* Moya, Cuenca ca. 1500 - † Valencia) fue un explorador español que participó en la conquista del Perú y fue el primer alcalde del Cuzco.

## Experiencia indiana
Se conocen pocos datos sobre sus orígenes, aunque probablemente proviniera de una familia hidalga venida a menos. Desde joven pasó a Indias, junto con varios de sus compatriotas. Al parecer intervino en la conquista y colonización de Castilla del Oro, donde en 1527 aparece como alcalde ordinario de la efímera Villa de Bruselas.
Pronto pasaría al Perú, llegando según parece con las huestes de Diego de Almagro, pues no figura en la relación de los que capturaron al inca Atahualpa en Cajamarca. Sin embargo, si está presente en el reparto de los tesoros y la fundación española del Cuzco.

## Alcalde del Cuzco
Dada su experiencia de gobierno, sería nombrado por Francisco Pizarro como alcalde ordinario del primer Cabildo del Cuzco el 24 de marzo de 1534. La proximidad de las tropas de Quisquis y de las huestes de Pedro de Alvarado, obligaron a Pizarro retirarse a Jauja, dejando a Castro como su teniente de gobernador en la ciudad, junto a su hermano Juan Pizarro hasta fines de agosto, cuando fue sustituido por el capitán Hernando de Soto.
En los siguientes meses, Beltrán de Castro se mantuvo ocupando designando la ubicación para el primer local del Cabildo, el solar situado entre Amarucancha y la calle de Acllahuasi, que miran a la plaza el 1º de junio; recolectando el primer donativo para el Emperador, que ascendió al monto de treinta mil pesos de oro, y treinta y cinco mil marcos de plata el 4 de agosto, y la repartición de solares tanto para los conquistadores como para la Iglesia y las órdenes religiosas el 29 de octubre. Al alcalde le tocó el solar conocido como Uchullo, que se hallaba a la espalda de la actual Catedral.

## Retorno a España
No se sabe exactamente cuando regresó a la Península, ni cuando se estableció en Valencia, pero el 9 de octubre de 1542, el emperador Carlos V le concedió privilegios de nobleza en premio a sus servicios en Indias. Alrededor de 1547, contrajo matrimonio con Juana Palafox, emparentada con los señores de Ariza, de cuya unión nació, entre otros, Francisco de Castro y Palafox, padre a su vez del escritor Guillén de Castro.